# Nährstoffsaldo
Ziel des Nährstoffsaldos in der Landwirtschaft ist es, einen Überblick über die Summe der Zu- und Abflüsse von Nährstoffen (hauptsächlich Stickstoff) zu gewinnen. Andere Ausdrücke sind Nährstoffbilanz oder Nährstoffvergleich (vergl. auch Düngebilanz).
In Betrieben mit einem ausgeglichenen Saldo sind gravierende Fehler bei der Düngung kaum zu erwarten. Ein positiver Saldo zeigt eine Nährstoffanreicherung, ein negativer Saldo einen Nährstoffabbau an.

## Verfahren

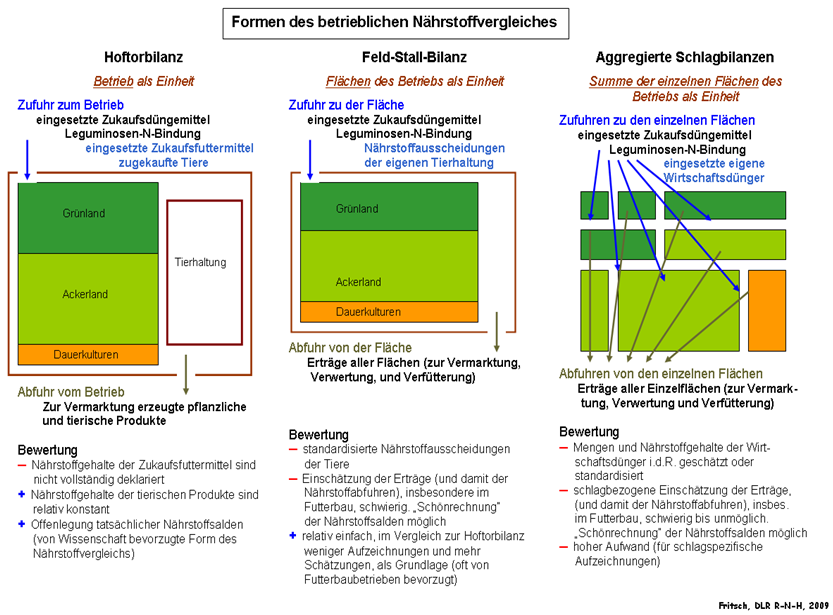
Hoftorbilanz, Feld-Stall-Bilanz und aggregierte Schlagbilanzen im Vergleich

Nach Düngeverordnung (§ 5) sind drei Verfahren möglich:

### Nährstoffvergleich auf Einzelschlagbasis
(v. a. für viehlos wirtschaftende Ackerbaubetriebe geeignet)
- Bezugszeitraum: Kalenderjahr
- Angaben aus Schlagkartei müssen ergänzt werden durch:
  - Menge des durch Leguminosen gebundenen Stickstoffs
  - Nährstoffabfuhr durch Erntegut
  - Nährstoffzufuhr durch auf dem Feld verbleibende Erntegutreste

### Nährstoffvergleich auf Feld-Stall-Basis
- Bezugszeitraum: Wirtschaftsjahr (1.7. bis 30.6) → besser: Kalenderjahr
- für Grünlandbetriebe eher ungeeignet
- Nährstoffzugang aus der Tierhaltung für den gesamten Betrieb durch vereinfachte Stallbilanz (Zahl der Stallplätze × Richtwert für Nährstoffausscheidungen)

### Nährstoffvergleich auf Hoftor-Basis
- Bezugszeitraum: Wirtschaftsjahr (1.7. bis 30.6) → besser: Kalenderjahr
- Innerbetriebliche Nährstoffströme bleiben unberücksichtigt.
- Nährstoffzu- und -abgänge werden nur über Zu- und Verkäufe von Vieh, Milch, Eiern, Ernteprodukten sowie organischen und mineralischen Dünger (meist Richtwerte), ermittelt.

Wichtig: Bestandsänderungen müssen berücksichtigt werden.
In der Theorie müsste bei allen drei Ansätzen dasselbe Ergebnis herauskommen.
In der Praxis sind die Ergebnisse häufig aber sehr unterschiedlich.

### Erforderliche Angaben für die Nährstoffsaldierung
Nährstoffzufuhr - Nährstoffabfuhr = Bruttosaldo

### Feld-Stall-Basis
Nährstoffzufuhr durch
- Mineraldünger
- Ausscheidung der Tiere
- symbiotische N-Bindung
- sonstige organische Dünger

Nährstoffabfuhr durch
- Ernteprodukte (Grünland/Acker)
- Abgabe eigener organ. Dünger

### Hoftor-Basis
Nährstoffzufuhr durch
- Mineraldünger
- Viehzukauf
- Futtermittel
- symbiotische N-Bindung
- sonst. organ. Dünger
- atmosphärischer N-Eintrag

Nährstoffabfuhr durch
- Verkauf pflanzl. + tierischer Produkte
- Abgabe eigener organ. Dünger
- Vieh-Verkauf
- anrechenbare N-Verluste aus der Tierhaltung